# Moel Hebog
Der Moel Hebog ([ˈmɔil ˈhɛbɔɡ] walisisch für „kahler Berg des Falken“) ist ein Berg im Eryri-Nationalpark in Nord-Wales, County Gwynedd. Er liegt westlich von Beddgelert und nordöstlich von Dolbenmaen.
Wegen der ausgeprägten Gesteinsformationen des exponierten Hauptgipfels ist der Moel Hebog ein beliebtes Ziel für Geologen und Bergsteiger. Das Gestein ist zumeist rhyolithischer Tuff (überwiegend aus Quarzfragmenten bestehender Tuff). Für Bergsteiger bietet sich besonders der Aufstieg von Beddgelert an. Der Blick vom Moel Hebog auf Snowdonia ist ein beliebtes Fotomotiv.
Wichtigste Nebengipfel sind der Moel yr Ogof (655 m; Schartenhöhe 118 m), der Moel Lefn (638 m; Schartenhöhe 62 m) und der Bryn Banog (520 m; Schartenhöhe 63 m). Im Süden des Moel Hebog liegt der Marilyn Moel-ddu (553 m; Schartenhöhe 198 m) und im Nordwesten die Bergkette um den Craig Cwm Silyn (734 m; Schartenhöhe 398 m). Der Moel Hebog ist der 17.-höchste Marilyn in Wales.
Der aus der Bronzezeit stammende Moel-Hebog-Schild wurde hier 1784 gefunden.

## Bildergalerie

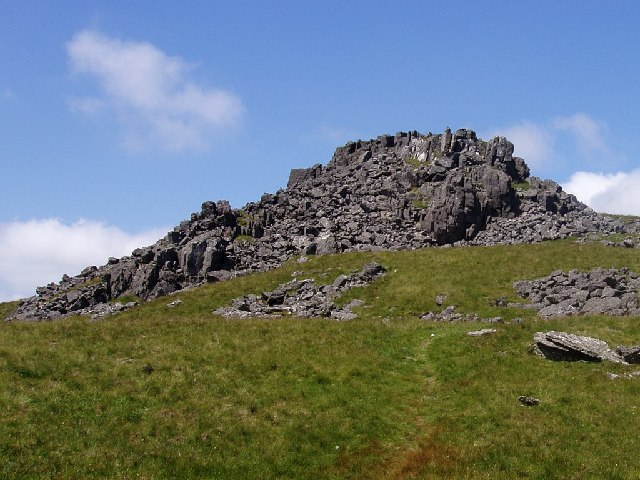
Moel yr Ogof
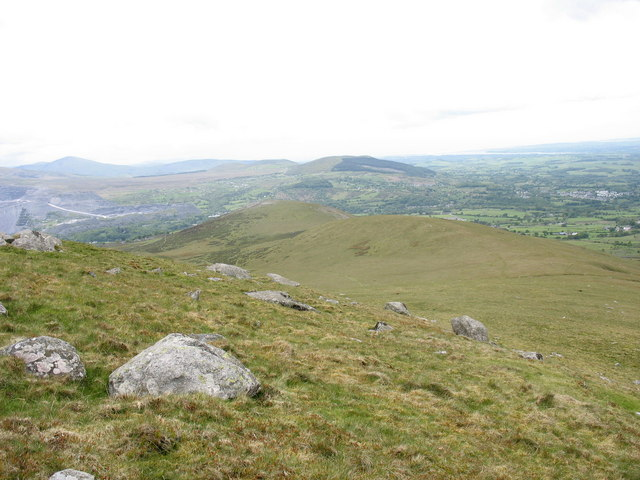
Sattel zwischen den Gipfeln
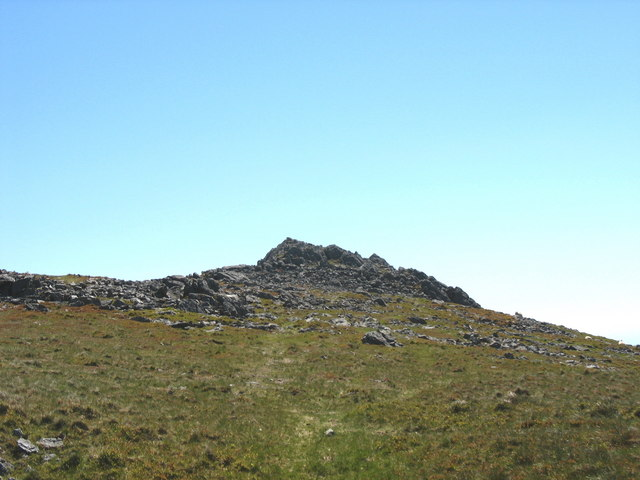
Moel Lefn